# Ninh Vân (xã)
Ninh Vân là một xã thuộc thành phố Hoa Lư, tỉnh Ninh Bình, Việt Nam.

## Địa lý
Xã Ninh Vân nằm ở phía tây nam thành phố Hoa Lư, cách thành phố 7,5 km, có vị trí địa lý:
- Phía đông giáp xã Ninh An và huyện Yên Mô
- Phía tây và phía nam giáp thành phố Tam Điệp
- Phía bắc giáp xã Ninh Hải.

Xã Ninh Vân có diện tích là 12,57 km², dân số là 12.515 người, mật độ dân số 995 người/km².
Xã có một phần diện tích thuộc quần thể di sản thế giới Tràng An.

## Hành chính
Xã Ninh Vân được chia thành 13 thôn: Chấn Lữ, Đồng Quan, Dưỡng Hạ, Dưỡng Thượng, Hệ, Phú Lăng, Tân Dưỡng 1, Tân Dưỡng 2, Thượng, Vạn Lê, Vũ Xá, Xuân Phúc, Xuân Thành.

## Lịch sử
Ngày 27 tháng 12 năm 1975, Quốc hội ban hành Nghị quyết về việc thành lập tỉnh Hà Nam Ninh trên cơ sở tỉnh Ninh Bình và tỉnh Nam Hà. Khi đó, xã Ninh Vân thuộc huyện Gia Khánh, tỉnh Hà Nam Ninh.
Ngày 27 tháng 4 năm 1977, Hội đồng Chính phủ ban hành Quyết định số 125-CP về việc thành lập huyện Hoa Lư trên cơ sở hợp nhất huyện Gia Khánh và thị xã Ninh Bình. Khi đó, xã Ninh Vân thuộc huyện Hoa Lư mới thành lập.
Ngày 26 tháng 12 năm 1991, Quốc hội ban hành Nghị quyết về việc chia tỉnh Hà Nam Ninh thành tỉnh Nam Hà và tỉnh Ninh Bình. Khi đó, xã Ninh Vân thuộc huyện Hoa Lư, tỉnh Ninh Bình.
Ngày 10 tháng 12 năm 2024, Ủy ban Thường vụ Quốc hội ban hành Nghị quyết số 1318/NQ-UBTVQH15 về việc sắp xếp đơn vị hành chính cấp huyện, cấp xã của tỉnh Ninh Bình giai đoạn 2023 – 2025 (nghị quyết có hiệu lực từ ngày 1 tháng 1 năm 2025). Theo đó, thành lập thành phố Hoa Lư thuộc tỉnh Ninh Bình trên cơ sở thành phố Ninh Bình và huyện Hoa Lư. Xã Ninh Vân trực thuộc thành phố Hoa Lư.

## Kinh tế
Ninh Vân là xã miền núi có giao thông thủy bộ thuận lợi. Cách đây khoảng 400 năm, Ninh Vân đã có nghề khai thác và chế tác đá.
Với diện tích núi đá hơn 400 ha, ngoài khối lượng lớn đá xây dựng cung cấp thường xuyên cho các nơi, Ninh Vân còn có nghề chế tác đá mỹ nghệ, đặc biệt là sản phẩm lớn đến siêu lớn.
Xã Ninh Vân có hàng trăm xe vận tải các cỡ, nhiều cụm cơ khí nhỏ và vừa với việc làm ổn định.
Chợ Hệ nằm ở thôn Lăng Hạ là chợ quê trên địa bàn thành phố Hoa Lư nằm trong danh sách các chợ loại 1, 2, 3 ở Ninh Bình từ năm 2008.

### Nghề đá truyền thống
Các làng nghề Xuân Vũ, Dưỡng Thượng, Dưỡng Hạ ở Ninh Vân được công nhận làng nghề truyền thống chế tác đá mỹ nghệ ở Ninh Bình. Với địa thế nhiều đá vôi, Nghề chế tác đá mỹ nghệ phát triển mạnh góp phần phát triển kinh tế xã hội của Ninh Vân và nâng cao đời sống người dân. Nghề truyền thống này đã tạo ra nhiều việc làm với thu nhập khá cho người lao động.
Theo thống kê năm 2018, Ninh Vân có tổng số 80 doanh nghiệp, 600 tổ hợp sản xuất và 1.600 hộ chế tác đá, với hơn 3.000 lao động, chiếm 83% số lao động trong toàn xã, 10 làng trong xã được công nhận là làng nghề truyền thống, tổng doanh thu của làng nghề đá mỹ nghệ mỗi năm đạt gần 200 tỷ đồng.
Sản phẩm đá Ninh Vân xuất hiện ở khắp nơi: Cụm tượng đài Bà mẹ Tổ quốc ở TP. Hồ Chí Minh, cụm tượng đài Nghĩa trang Trường Sơn, cụm tượng đài TNXP chống Mỹ cứu nước ở Quảng Trị, tượng Mẹ Suốt ở Quảng Bình, tượng Bác Hồ ở Nghệ An, tượng Trần Hưng Đạo ở Chí Linh (Hải Dương), tượng đài Hoàng Văn Thụ ở Lạng Sơn, cụm tượng đài Pắc Pó ở Cao Bằng, đặc biệt là các tượng đá tại hành lang La Hán chùa Bái Đính và Quảng trường Đinh Tiên Hoàng Đế ở thành phố Hoa Lư. Các pho tượng có kích cỡ lớn, chiều cao trên 2m. Mỗi pho tượng La Hán đều được đúc một mẫu thạch cao riêng nên rất phong phú và sinh động, tinh xảo và cầu kỳ đòi hỏi phải có những đôi tay lành nghề.
Làng nghề đá Ninh Vân hiện có những công trình kiến trúc đá độc đáo như nhà đá cổ của cố nghệ nhân Lương Văn Xiển ở thôn Xuân Phúc, nhà đá cổ của cố nghệ nhân Dương Văn Lợi ở thôn Thượng Vũ và nhà đá cổ của nghệ nhân Đỗ Khắc Đức ở thôn Xuân Thành.
Ngôi nhà đá của cố nghệ nhân Lương Văn Xiển (hiện thuộc sở hữu của cháu dâu là bà Đinh Thị Long đang ở) đã có hơn 100 năm và là nhà đá cổ nhất làng đá Ninh Vân. Ngôi nhà được các thợ làm nhà thờ Phát Diệm xây dựng theo lối kiến trúc đặc trưng vùng đồng bằng Bắc Bộ gồm 3 gian 2 chái. Toàn bộ công trình từ khung nhà, tường vách, bình phong, sập gụ,... đều được làm từ đá xanh. Các bộ phận vì, kèo, rui, mè, khóa gian và 12 cánh cửa được làm bằng gỗ lim, trên mái lợp bằng ngói âm dương mũi hài. Các chi tiết ngôi nhà được ghép nối với nhau hoàn toàn bằng mộng và không sử dụng chất kết dính. Hai bên đầu hè được chạm khắc hai bức tứ quý "Tùng, Trúc, Cúc, Mai" rất tinh xảo, ngoài ra ngôi nhà có nhiều kiến trúc đèn đá, non bộ, tường đá và cổng đá.
Ngôi nhà của nghệ nhân Đỗ Khắc Đức có ba gian với diện tích hơn 40m², xây dựng trong bốn năm mới hoàn thành. Điều đặc biệt, ngôi nhà này được làm bằng đá trắng tảng, từ cột đá, gác mái đến trang trí hoa văn đều làm thủ công với những dụng cụ đơn giản như đục, cát mài, bè chuối. Ngôi nhà nằm giữa làng, gần với cây đa cổ thụ có tuổi đời gần 1.000 năm. Căn nhà ba gian độc đáo này có tới 10 cột vuông, 2 cột tròn và 6 cột ngang. Ông Đỗ Khắc Đức là nghệ nhân đá đầu tiên được phong tặng năm 1985. Ngôi nhà đá được nhiều vị lãnh đạo như Thủ tướng Võ Văn Kiệt, nguyên Phó Chủ tịch nước Nguyễn Thị Bình, Đại tướng Võ Nguyên Giáp, nguyên Phó Chủ tịch nước Nguyễn Thị Định,... đến tham quan. Tiếp nối nghề truyền thống của làng cổ, cháu nội cụ Đức là Đỗ Xuân Oanh bây giờ cũng trở thành người làm đá có tiếng ở Hà Nội, với hàng chục công trình chế tác tượng Phật nơi đình, chùa.
Ngôi nhà đá của cố nghệ nhân Dương Văn Lợi (hiện thuộc sở hữu của cháu nội Dương Xuân Thu) nhỏ xinh làm từ năm 1930 lại lọt giữa những hàng cây cổ thụ hàng trăm năm tuổi. Ngôi nhà cổ bằng đá mà từ cột kèo, xà, vách, sân, bậc đều bằng đá khối tảng cắt mỏng đục đẽo hoa văn, chữ Nho ẩn hiện chỗ nổi chỗ chìm, cánh cửa đỏ au và ngói mũi trên mái đã biến đó thành một ngôi,... nhà độc đáo. "Không có cửa gỗ, ngói mũi nung thì là cái hang, cái hang hình chữ nhật đàng hoàng".
Cổng làng Ninh Vân là công trình kiến trúc đứng đầu hàng danh sách các cổng làng được xây bằng đá, to và đẹp nhất ở Việt Nam. Điều khác biệt ở đây là các cột được xây từ những tảng đá nguyên khối chồng lên. Các cột dựng đều có những hoa văn rồng uốn lượn, tạo nên sự bay bổng hài hòa, làm giảm đi cảm giác nặng nề. Đường nét kẻ vẽ trên đá, nhìn thanh thoát nhưng không kém phần kỳ vĩ.

## Văn hóa
Tính đến năm 2010, Ninh Vân có 1 di tích cấp quốc gia là cụm đền Kê Thượng, đền Kê Hạ và Miếu Sơn. Đây là cụm di tích thờ thần Cao Sơn và thần Quý Minh đều là 2 vị thần trấn tây và nam cố đô Hoa Lư, thuộc không gian văn hóa Hoa Lư tứ trấn.
Ninh Vân cũng có một phần diện tích thuộc quần thể danh thắng Tràng An đã được UNESCO công nhận là di sản thế giới kép với việc đáp ứng 3 tiêu chí nổi bật toàn cầu về thiên nhiên và văn hóa.
Đình làng Xuân Vũ có lịch sử hơn 400 năm hình thành nghề đá mỹ nghệ tại Ninh Vân. Ngôi đình này xuất phát từ năm 1730 dưới thời của vua Lê Cảnh Hưng. Sau đó, ngôi đình bắt đầu được tu sửa lại thành một ngôi đình hoàn toàn bằng đá mỹ nghệ giữ trọn vẹn nét kiến trúc đặc trưng. 
Điểm độc đáo nhất của ngôi đình nằm ở 12 cột cái cao đến 4m và 12 cột quân được làm hoàn toàn bằng đá và điển xuyến bởi những hoa văn chạm khắc tinh xảo. Các điểm nối cũng được xử lý tinh tế và khéo léo với họa tiết "long ly quy phượng" và "rồng bay phượng múa",.... Cột cái được tạo thêm điểm nhấn bởi các họa tiết cỏ cây như Xuân – Hạ – Thu – Đông hay Tùng – Cúc – Trúc – Mai. Giờ đây nơi này không chỉ là một ngôi đình. Đình Xuân Vũ là nơi tổ chức các lễ hội lớn trong làng như: Kỳ Phú (12/2 âm lịch), giỗ Khổng Tử và Trần Hưng Đạo (20/8), Tống cựu nghinh tân (30/12 âm lịch), và lễ giỗ cụ tổ làng nghề đá Hoàng Sùng lễ lớn nhất trong năm diễn ra vào ngày 16/8 âm lịch hàng năm.